# هيلسبورو (أوريغون)
هيلسبورو، أوريغون
هي مدينة في ولاية أوريغون الأمريكية

## التركيبة السكانية
قام مكتب تعداد الولايات المتحدة بتحديد بيانات التركيبة السكانية لهيلسبورو في تعداد الولايات المتحدة. في ما يلي، التركيبة السكانية حسب تعدادي 2000 و2010.

### تعداد عام 2000
بلغ عدد سكان هيلزبورو 6,368 نسمة بحسب تعداد عام 2000، وبلغ عدد الأسر 2,686 أسرة وعدد العائلات 1,633 عائلة مقيمة في المدينة. في حين سجلت الكثافة السكانية 1,227.1 نسمة لكل ميل مربع (473.8/كم2). وبلغ عدد الوحدات السكنية 2,971 وحدة بمتوسط كثافة قدره 572.5 نسمة لكل ميل مربع (221.0/كم2).
وتوزع التركيب العرقي للمدينة بنسبة 90.58% من البيض و 0.20% من الأمريكيين الأصليين و 1.07% من الأمريكيين ذوي الأصول الآسيوية و 0.03% من سكان جزر المحيط الهادئ و 6.39% من الأمريكيين الأفارقة و 1.35% من عرقين مختلطين أو أكثر.
بلغ عدد الأسر 2,686 أسرة كانت نسبة 28.6% منها لديها أطفال تحت سن الثامنة عشر تعيش معهم، وبلغت نسبة الأزواج القاطنين مع بعضهم البعض 43.8% من أصل المجموع الكلي للأسر، ونسبة 13.6% من الأسر كان لديها معيلات من الإناث دون وجود شريك، وكانت نسبة 39.2% من غير العائلات. تألفت نسبة 35.8% من أصل جميع الأسر من أفراد ونسبة 18.2% كانوا يعيش معهم شخص وحيد يبلغ من العمر 65 عاماً فما فوق. وبلغ متوسط حجم الأسرة المعيشية 2.93، أما متوسط حجم العائلات فبلغ 2.26.
بلغ العمر الوسطي للسكان 39 عاماً. وكانت نسبة 24.2% من القاطنين تحت سن الثامنة عشر، وكانت نسبة 9.9% بين الثامنة عشرة والأربعة وعشرين عاماً، ونسبة 23.9% كانت واقعةً في الفئة العمرية ما بين الخامسة والعشرين والأربعة وأربعين عاماً، ونسبة 20.7% كانت ما بين الخامسة والأربعين والرابعة والستين، ونسبة 21.3% كانت ضمن فئة الخامسة والستين عاماً فما فوق. يوجد لكل 100 أنثى 82.8 ذكر، ويوجد لكل 100 أنثى في الثامنة عشر من عمرها فما فوق 75.9 ذكر.
بلغ متوسط دخل الأسرة في المدينة 25,998 دولار، أما متوسط دخل العائلة فبلغ 34,750 دولار. وكان متوسط دخل الذكور 30,984 دولار مقابل 22,665 دولار للإناث. وسجل دخل الفرد الخاص بالمدينة 15,400 دولار. وكانت نسبة 13.5% من العائلات ونسبة 18.1% من السكان تحت خط الفقر، وكان من هؤلاء نسبة 27.6% تحت سن الثامنة عشر ونسبة 11.7% في الخامسة والستين من العمر وما فوق.

### تعداد عام 2010
بلغ عدد سكان هيلسبورو 91,611 نسمة بحسب تعداد عام 2010، وبلغ عدد الأسر 33,289 أسرة وعدد العائلات 22,440 عائلة مقيمة في المدينة.
وتوزع التركيب العرقي للمدينة بنسبة 73% من البيض و 1% من الأمريكيين الأصليين و 9% من الأمريكيين ذوي الأصول الآسيوية و 1% من سكان جزر المحيط الهادئ و 2% من الأمريكيين الأفارقة و 10% من الأعراق الأخرى و 5% من عرقين مختلطين أو أكثر.
```
وبلغ متوسط حجم الأسرة المعيشية 3.24، أما متوسط حجم العائلات فبلغ 2.71.
```

بلغ العمر الوسطي للسكان 32 عاماً. وكانت نسبة 27% من القاطنين تحت سن الثامنة عشر، وكانت نسبة 9% بين الثامنة عشرة والأربعة وعشرين عاماً، ونسبة 35% كانت واقعةً في الفئة العمرية ما بين الخامسة والعشرين والأربعة وأربعين عاماً، ونسبة 21% كانت ما بين الخامسة والأربعين والرابعة والستين، ونسبة 8% كانت ضمن فئة الخامسة والستين عاماً فما فوق. وتوزع التركيب الجنسي للسكان بنسبة 50.2% ذكور و49.8% إناث.